# Sint-Antoniusviering (Essene)
De Sint-Antoniusviering behoort tot het immaterieel erfgoed van Pajottenland Zennevallei en vindt jaarlijks op de derde zondag van januari plaats in Essene, een deelgemeente van Affligem. Deze eeuwenoude traditie wordt in leven gehouden door de plaatselijke Sint-Antoniusgilde. Sinds 2023 is de traditie erkend via de Inventaris Vlaanderen als waardevol immaterieel erfgoed.

## Beschrijving
Jaarlijks wordt er een Gregoriaanse hoogmis gevierd ter ere van de patroonheilige van de Sint-Antoniusgilde, de beschermer van mens en vee. Naar aanleiding van de viering brengen de gelovigen tal van offergaven mee, bijvoorbeeld een bak bier, flessen jenever, grote broden van 50 cm diameter, pensen, taarten ... die na de viering per opbod worden verkocht aan de kiosk op het plein. Traditioneel wordt er ook een levend biggetje verkocht, al is hiervoor de interesse tussen 2010 en 2020 sterk afgenomen. Na de verkoop volgt een Breugeliaans feest met geuze, kriek, zelfbereide pensen en uiteraard muziek. In de namiddag wordt de jaarlijkse gildeprijs uitgereikt aan een verdienstelijke inwoner van Essene.

De leden van de gilde dragen traditioneel een blauwe boerenkiel, een rode bolletjessjaal en een pet.

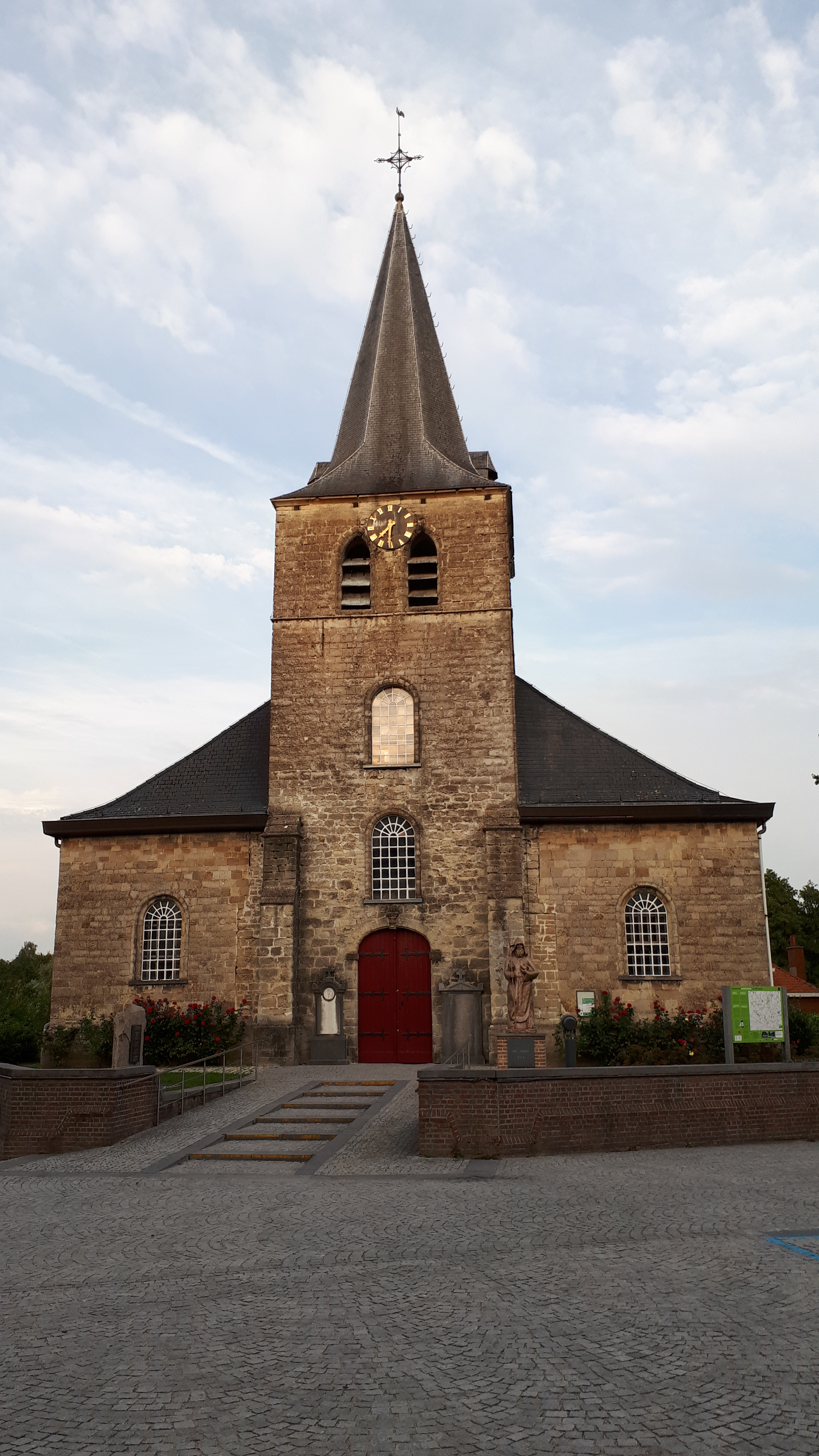
Kerk van Onze-Lieve-Vrouw-Bezoeking (plaats van de viering)
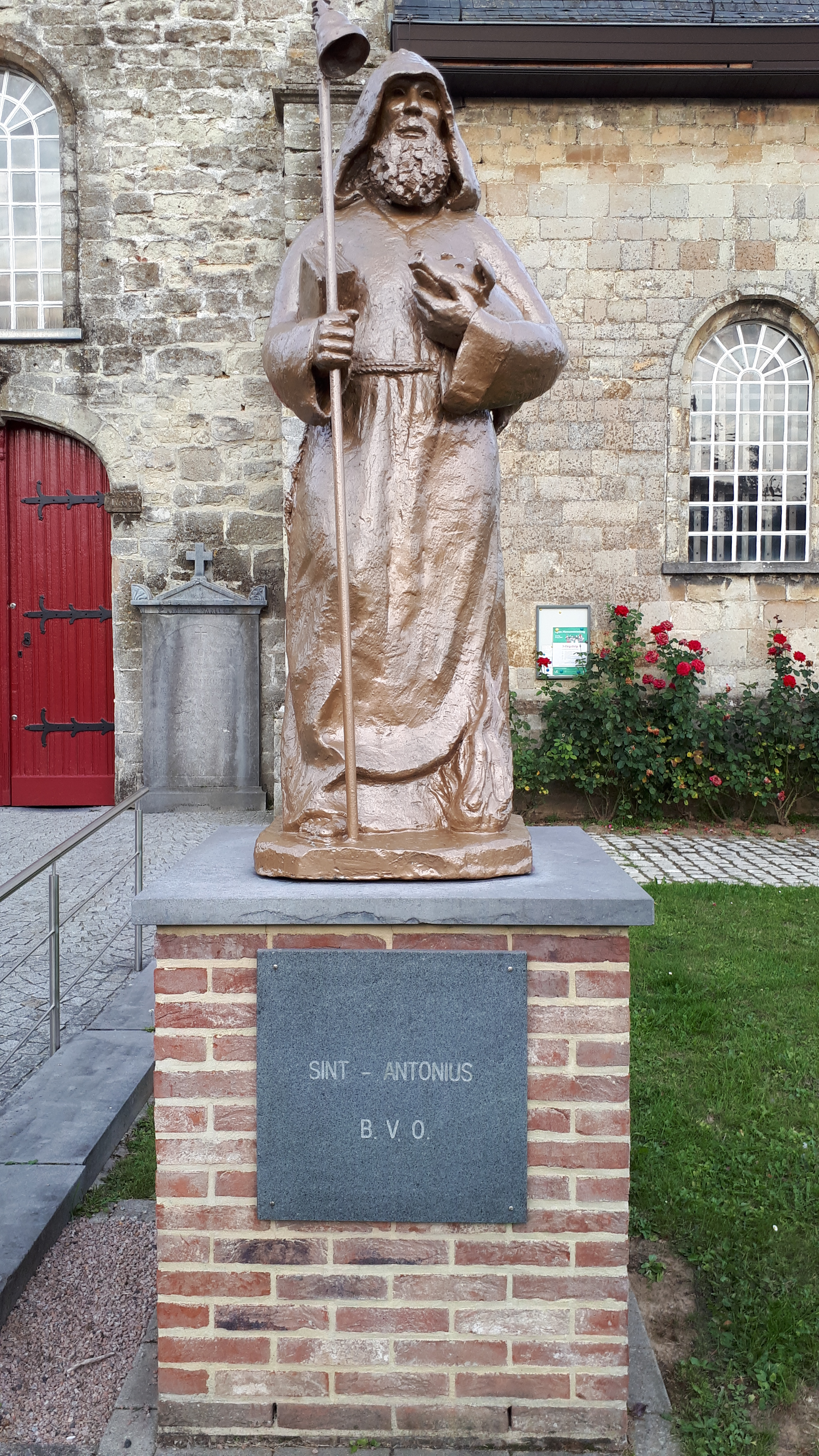
Sint-Antoniusbeeld in 1975 gemaakt door beeldhouwer Van Der Baak.
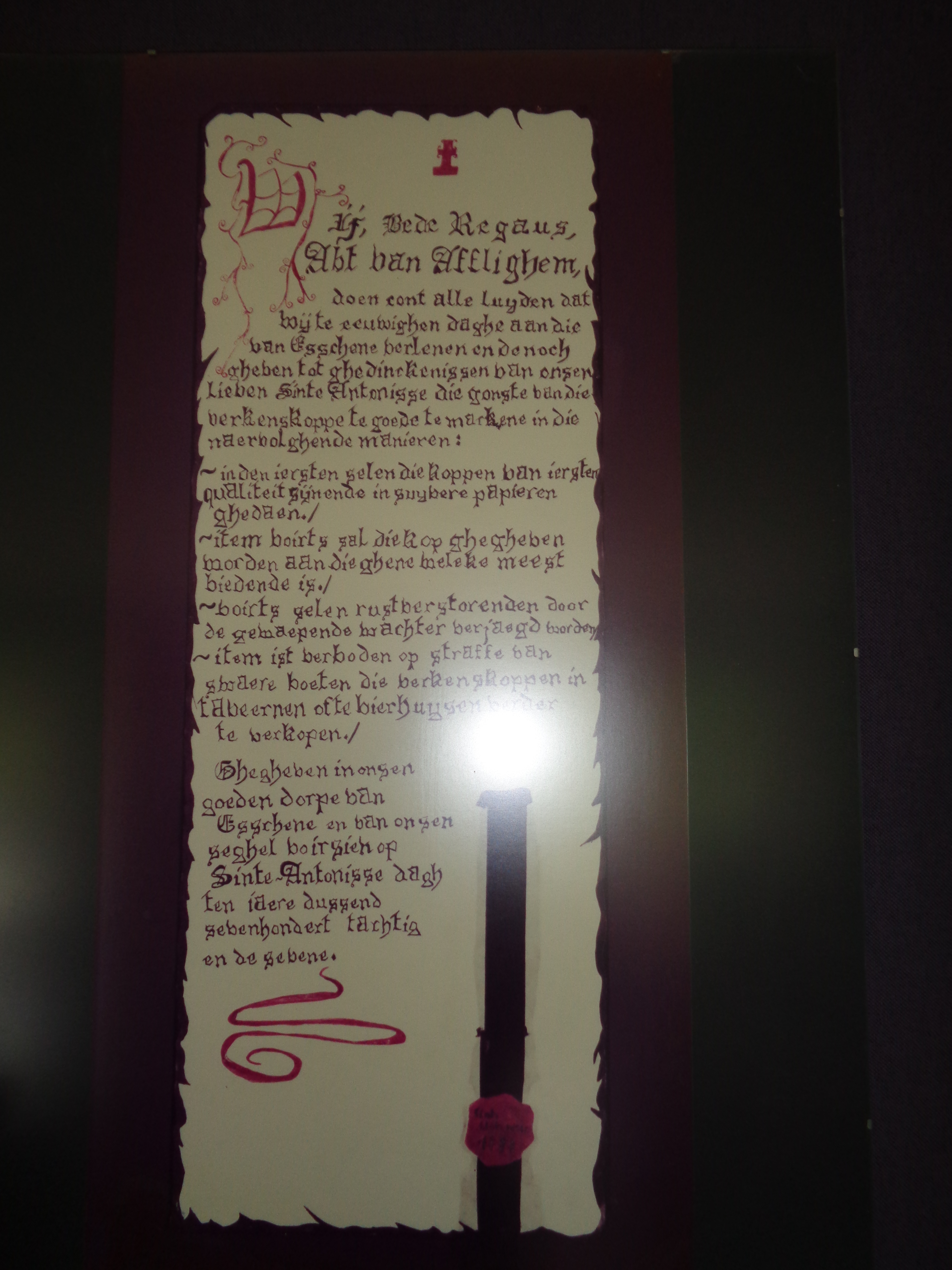
Oorkonde met hierin de toestemming van de abt van Affligem.
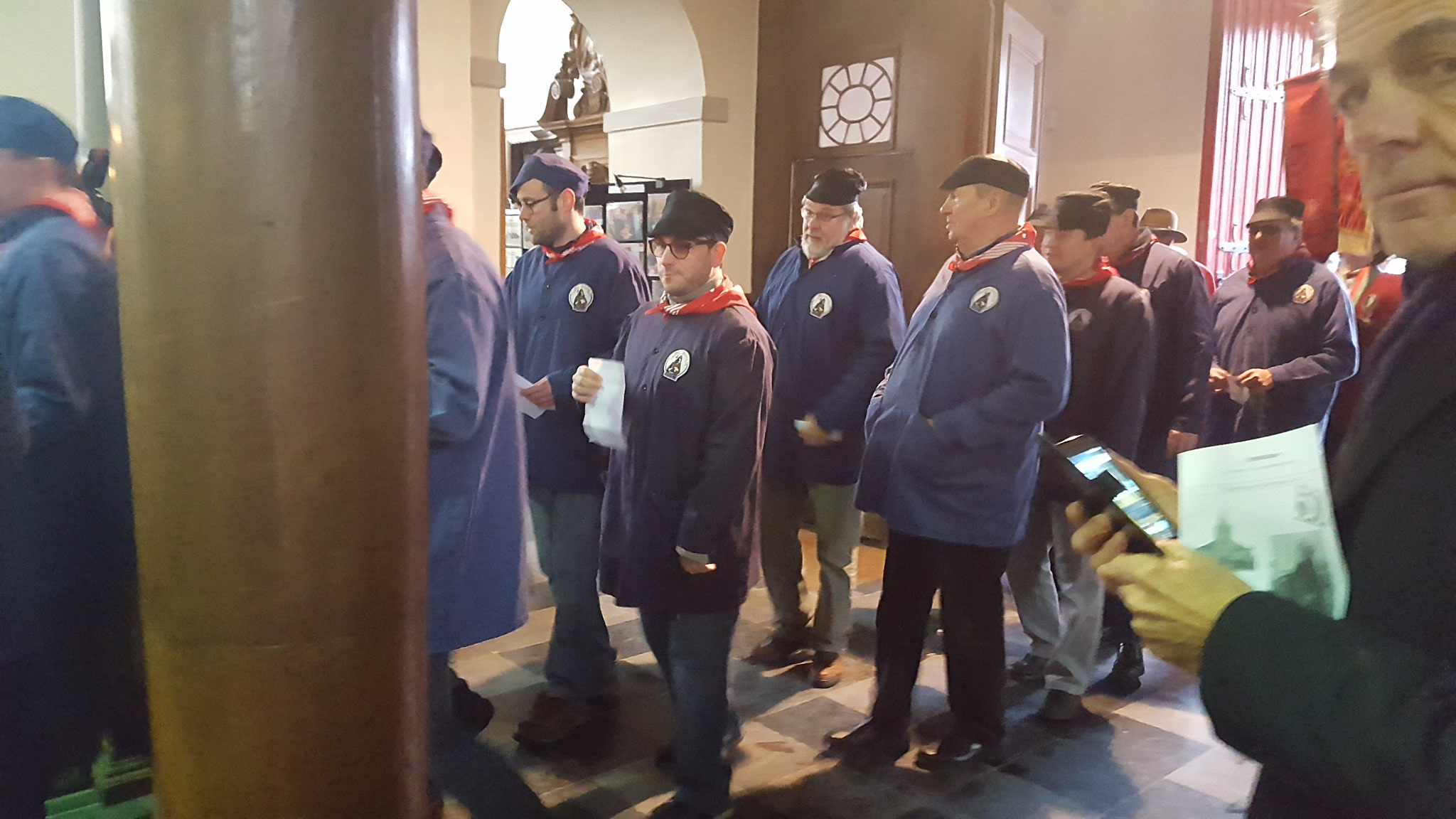
Leden van de Sint-Antoniusgilde tijdens het 50 jarig jubileum (2018).
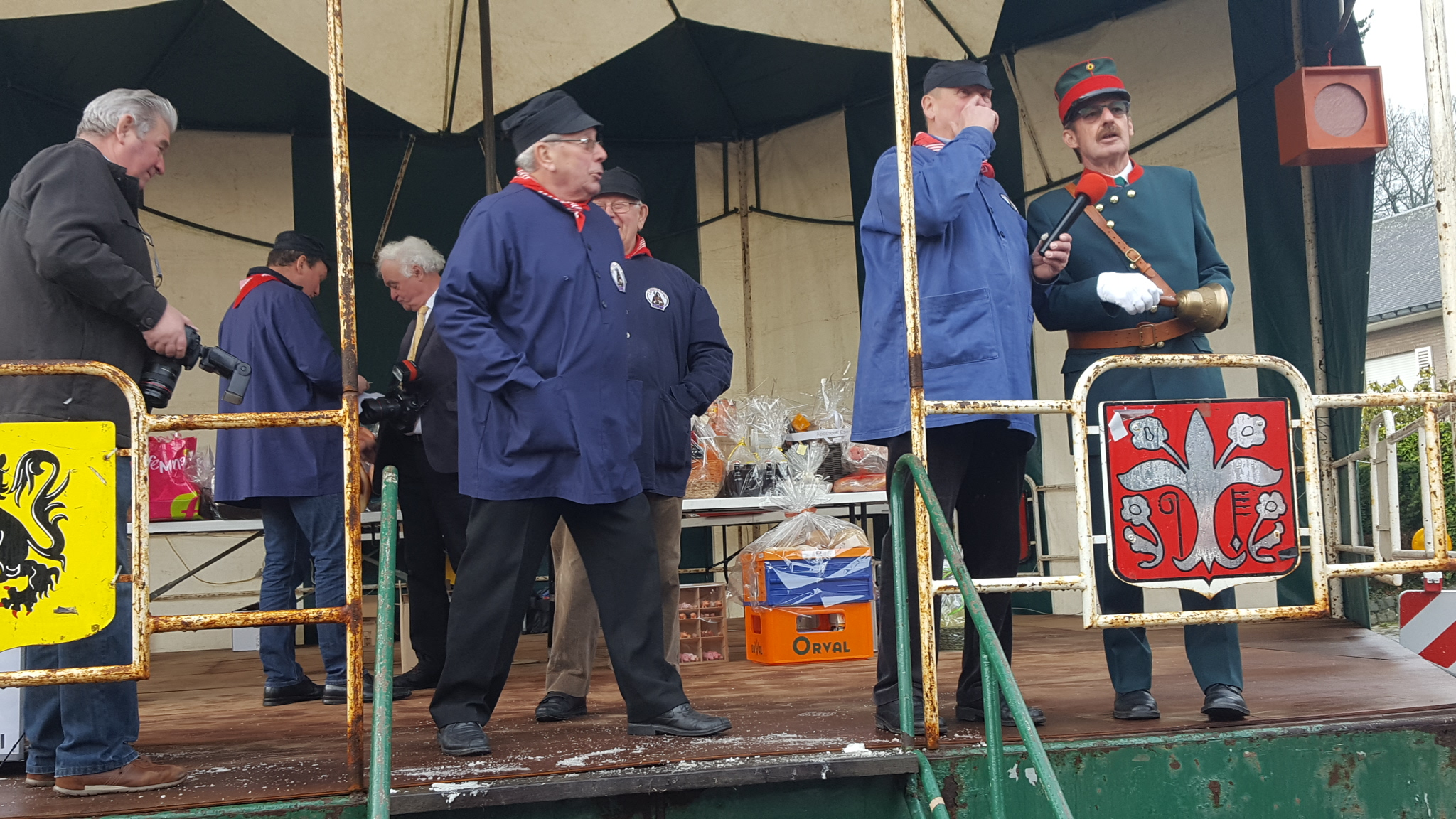
Verkoop van de offergaven aan de kiosk voor de kerk van Essene (2018).

## Oorsprong

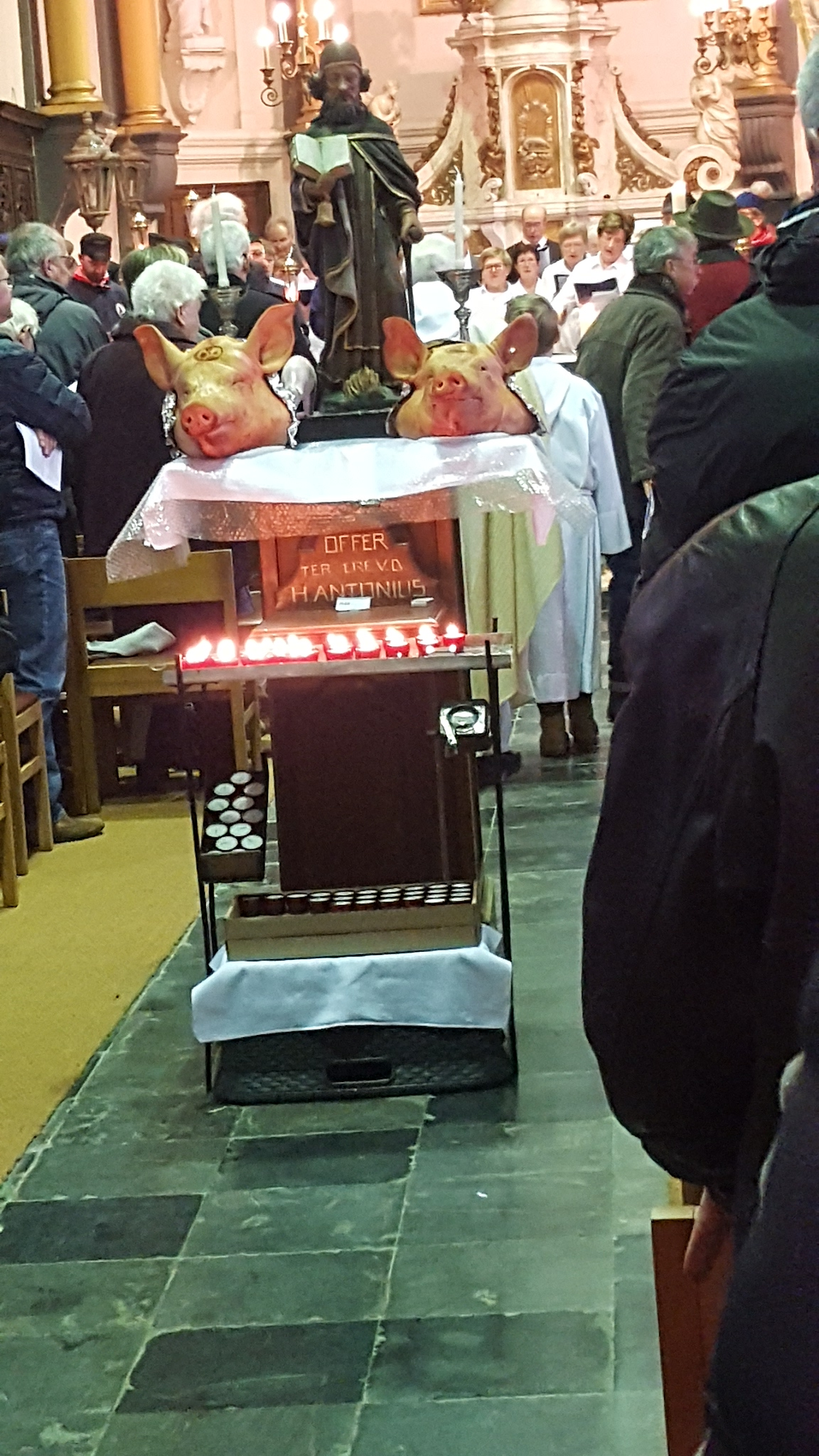
Beeld van Sint-Antonius met varkenskoppen

Traditioneel kwamen de boeren op 17 januari, de naamdag van Sint-Antonius van Egypte, naar de kerk om de heilige te vereren en diens gunsten af te smeken om zo hun varkens te behoeden voor de pest en het zogenaamde 'coud vier' (koud vuur). Dit laatste was een vaak dodelijke ontsteking aan de varkenspoten. Naar aanleiding van de viering brachten de boeren een varkenskop mee. De winter was immers het seizoen dat de varkens werden geslacht, wanneer men nog niet beschikte over moderne koelapparatuur.
In 1787 gaf de abt van Affligem in een oorkonde de inwoners van Essene en de kerkmeesters de toelating om na de viering varkenskoppen te verkopen. De opbrengsten van de verkoop werden vervolgens gebruikt te behoeve van de kerk. Na de Tweede Wereldoorlog verdween deze traditie tot wanneer in 1969 het Gregoriaanse koor van de Kerk van Onze-Lieve-Vrouw-Bezoeking, onder leiding van volksfiguur Rik De Bolle opnieuw varkenskoppen per opbod aan de kerkdeur verkocht. In 1972-1973 werd vervolgens de Sint-Antoniusgilde opgericht met onder andere Rik De Bolle, André Muyllaert, Albert Callebaut en Marc De Bisschop als stichtende leden.

### De Sint-Antoniusviering als erfgoed
In 2021 en 2022 liep er een erfgoedzorgtraject voor de vieringen om ze als waardevol immaterieel erfgoed te erkennen via de Inventaris Vlaanderen van het Immaterieel Cultureel Erfgoed. Op 17 januari 2023 werden de vieringen officieel erkend als waardevol immaterieel erfgoed via de inventaris. Ook in Leerbeek (deelgemeente van Gooik) vindt de viering plaats. 